# 大井健太郎
大井 健太郎（おおい けんたろう、1984年5月14日 - ）は、静岡県藤枝市出身のプロサッカー選手。ポジションはDF。

## 来歴
静岡県の強豪、藤枝東高校で中心選手として活躍。高校在学中から各年代の日本代表に選出された。藤枝東高の同期には磐田時代のチームメイトであった成岡翔、岡田隆（成岡とはアルビレックス新潟でもチームメイトとなる）、1学年先輩には長谷部誠、岡田佑樹、2年後輩に赤星貴文がいる。
2003年にジュビロ磐田へ入団。同期入団の成岡、菊地直哉とともに将来のジュビロを担う選手と期待されたが、2011年は出場機会を求めて湘南ベルマーレへ期限付き移籍。湘南ではレギュラーに定着し、シーズン途中からキャプテンを任された。
2012年1月7日、湘南への期限付き移籍の満了、及び磐田からアルビレックス新潟への完全移籍が発表された。2014年よりチームキャプテンに就任。
2015年12月23日、2016年シーズンより6年ぶりにジュビロ磐田へ復帰する事が決定した。開幕戦からスタメンで出場し、ディフェンスリーダーとして活躍し、シーズン終了後に名波浩監督がチームMVPに挙げた。また、ゲームキャプテンの上田康太が試合に出場していない場合はキャプテンとして試合に出場した。
2017年シーズンからは、チームのゲームキャプテンとなり、今年もディフェンスリーダーとしてレギュラーとして活躍。16年ぶりのリーグ最少失点を更新を達成。また、FKの名手である中村俊輔が加入した事もあり、中村のセットプレーからシーズン5得点を挙げ、攻撃面でもチームに貢献した。その活躍が認められ、Jリーグ優秀選手賞を受賞した。
2018年シーズンは、リーグ戦34試合にフル出場し、第19節・ガンバ大阪戦で同点弾、第20節・ベガルタ仙台戦では決勝点を、2試合連続でATに挙げてチームを救った。その後、第25節・名古屋グランパス戦でもATに得点を挙げ、2018シーズンのリーグ戦で挙げた3得点全てがAT弾となった。最終節・川崎戦でATに不運な形でオウンゴールを献上し、逆転負けとなりJ1参入プレーオフに出場。プレーオフでもフル出場し、チームのJ1残留に貢献した。
2019年シーズンも変わらずゲームキャプテンとしてチームを支えるも、怪我の影響でリーグ戦は18試合のみの出場となり、チームはJ2降格となった。降格決定直後となったホーム最終戦後のセレモニーではサポーターに、「必ずJ1に戻ってこれるように1年間頑張っていきますので、熱い応援をよろしくお願いします」と涙ながらに挨拶した。
2020年シーズンは、怪我の影響もあり、リーグ戦25試合の出場となり、チームも1年でのJ1復帰を逃した。
2021年シーズンは、レギュラーとして38試合に出場し、昇格の懸かった第39節の水戸ホーリーホック戦ではゴールを決めた。チームのJ2優勝とJ1昇格に大きく貢献した。
2022年をもってジュビロ磐田を契約満了で退団。
2023年1月30日、イースタン・ライオンズSC（オーストラリア）への移籍が発表された。

## エピソード
明るい性格で新潟ではムードメーカーとしても活躍していた。
森岡陸を弟のように可愛がった。

## 所属クラブ
- 1991年 - 1996年 高洲南スポーツ少年団（藤枝市立高洲南小学校）
- 1997年 - 1999年 ACMブルックスジュニアユース（藤枝市立高洲中学校）
- 2000年 - 2002年 静岡県立藤枝東高等学校
  - 2002年 ジュビロ磐田（強化指定選手）
- 2003年 - 2011年  ジュビロ磐田
  - 2011年  湘南ベルマーレ（期限付き移籍）
- 2012年 - 2015年  アルビレックス新潟
- 2016年 - 2022年  ジュビロ磐田
- 2023年 -  イースタン・ライオンズSC

## 個人成績
| 国内大会個人成績 | 国内大会個人成績       | 国内大会個人成績 | 国内大会個人成績  | 国内大会個人成績 | 国内大会個人成績 | 国内大会個人成績 | 国内大会個人成績 | 国内大会個人成績 | 国内大会個人成績 | 国内大会個人成績 | 国内大会個人成績 |
| 年度             | クラブ                 | 背番号           | リーグ            | リーグ戦         | リーグ戦         | リーグ杯         | リーグ杯         | オープン杯       | オープン杯       | 期間通算         | 期間通算         |
| 年度             | クラブ                 | 背番号           | リーグ            | 出場             | 得点             | 出場             | 得点             | 出場             | 得点             | 出場             | 得点             |
| 日本             | 日本                   | 日本             | 日本              | リーグ戦         | リーグ戦         | リーグ杯         | リーグ杯         | 天皇杯           | 天皇杯           | 期間通算         | 期間通算         |
| ---------------- | ---------------------- | ---------------- | ----------------- | ---------------- | ---------------- | ---------------- | ---------------- | ---------------- | ---------------- | ---------------- | ---------------- |
| 2003             | 磐田                   | 20               | J1                | 0                | 0                | 1                | 0                | 0                | 0                | 1                | 0                |
| 2004             | 磐田                   | 20               | J1                | 3                | 0                | 0                | 0                | 0                | 0                | 3                | 0                |
| 2005             | 磐田                   | 20               | J1                | 4                | 0                | 1                | 0                | 1                | 0                | 6                | 0                |
| 2006             | 磐田                   | 4                | J1                | 8                | 0                | 5                | 0                | 3                | 0                | 16               | 0                |
| 2007             | 磐田                   | 4                | J1                | 26               | 1                | 4                | 0                | 0                | 0                | 30               | 1                |
| 2008             | 磐田                   | 4                | J1                | 11               | 1                | 0                | 0                | 2                | 0                | 13               | 1                |
| 2009             | 磐田                   | 4                | J1                | 17               | 0                | 4                | 0                | 0                | 0                | 21               | 0                |
| 2010             | 磐田                   | 4                | J1                | 15               | 0                | 4                | 1                | 2                | 0                | 21               | 1                |
| 2011             | 湘南                   | 3                | J2                | 36               | 2                | -                | -                | 1                | 1                | 37               | 3                |
| 2012             | 新潟                   | 3                | J1                | 14               | 0                | 4                | 0                | 2                | 0                | 20               | 0                |
| 2013             | 新潟                   | 3                | J1                | 33               | 2                | 1                | 0                | 1                | 0                | 35               | 2                |
| 2014             | 新潟                   | 3                | J1                | 33               | 1                | 4                | 0                | 2                | 0                | 39               | 1                |
| 2015             | 新潟                   | 3                | J1                | 27               | 2                | 9                | 0                | 0                | 0                | 36               | 2                |
| 2016             | 磐田                   | 3                | J1                | 30               | 1                | 2                | 0                | 0                | 0                | 32               | 1                |
| 2017             | 磐田                   | 3                | J1                | 32               | 5                | 0                | 0                | 0                | 0                | 32               | 5                |
| 2018             | 磐田                   | 3                | J1                | 34               | 3                | 1                | 0                | 2                | 1                | 37               | 4                |
| 2019             | 磐田                   | 3                | J1                | 18               | 1                | 0                | 0                | 0                | 0                | 18               | 1                |
| 2020             | 磐田                   | 3                | J2                | 25               | 3                | -                | -                | -                | -                | 25               | 3                |
| 2021             | 磐田                   | 3                | J2                | 38               | 2                | -                | -                | 0                | 0                | 38               | 2                |
| 2022             | 磐田                   | 3                | J1                | 21               | 0                | 2                | 0                | 2                | 0                | 25               | 0                |
| オーストラリア   | オーストラリア         | オーストラリア   | オーストラリア    | リーグ戦         | リーグ戦         | リーグ杯         | リーグ杯         | FFA杯            | FFA杯            | 期間通算         | 期間通算         |
| 2023             | イースタン・ライオンズ | 38               | ヴィクトリア州2部 | 23               | 1                | -                | -                | -                | -                | 23               | 1                |
| 2024             | イースタン・ライオンズ | 3                | ヴィクトリア州2部 |                  |                  | -                | -                | -                | -                |                  |                  |
| 通算             | 日本                   | 日本             | J1                | 326              | 19               | 42               | 1                | 17               | 1                | 367              | 21               |
| 通算             | 日本                   | 日本             | J2                | 99               | 7                | -                | -                | 1                | 1                | 100              | 8                |
| 通算             | オーストラリア         | オーストラリア   | ヴィクトリア州2部 | 23               | 1                | -                | -                | -                | -                | 23               | 1                |
| 総通算           | 総通算                 | 総通算           | 総通算            | 448              | 27               | 42               | 1                | 18               | 2                | 490              | 30               |

- 強化指定選手としての公式戦出場はなし
- プロデビュー - 2003年7月16日 ナビスコカップ 東京ヴェルディ1969戦 (国立霞ヶ丘競技場陸上競技場)
- リーグ戦初出場 - 2004年9月26日  J1 2nd第7節 ヴィッセル神戸戦 (神戸ウイングスタジアム)
- プロ初得点 - 2007年4月28日 J1 第8節 サンフレッチェ広島戦 (ヤマハスタジアム)

その他の公式戦
- 2008年
  - J1・J2入れ替え戦 1試合0得点
- 2018年
  - J1参入プレーオフ 1試合0得点

| 国際大会個人成績 | 国際大会個人成績 | 国際大会個人成績 | 国際大会個人成績 | 国際大会個人成績 |
| 年度             | クラブ           | 背番号           | 出場             | 得点             |
| AFC              | AFC              | AFC              | ACL              | ACL              |
| ---------------- | ---------------- | ---------------- | ---------------- | ---------------- |
| 2004             | 磐田             | 20               | 2                | 0                |
| 2005             | 磐田             | 20               | 2                | 0                |
| 通算             | AFC              | AFC              | 4                | 0                |

## タイトル

### クラブ
ジュビロ磐田
- Jリーグカップ：（2010年）
- 天皇杯全日本サッカー選手権大会：2003
- J2リーグ：（2021年）

## 代表歴
- 2001年 FIFA U-17世界選手権